# لاست سیتی (ویرجینیای غربی)
لاست سیتی (به انگلیسی: Lost City) یک منطقهٔ مسکونی در ایالات متحده آمریکا است که در شهرستان هاردی، ویرجینیای غربی واقع شده‌است.